# Åke Hedvall
Åke Hedvall, född 9 april 1910 i Västerfärnebo i Västmanland, död 7 april 1969 på samma ort, var en svensk friidrottare (diskuskastning). Han vann SM-guld i diskus 1936. Han tävlade för Västerfärnebo AIF.